# Reprezentacja Łotwy na Mistrzostwach Europy w Wioślarstwie 2009
Reprezentacja Łotwy na Mistrzostwach Europy w Wioślarstwie 2009 liczyła 1 sportowca. Najlepszym wynikiem było 11. miejsce w jedynce mężczyzn.

## Medale

### Złote medale
Brak

### Srebrne medale
Brak

### Brązowe medale
Brak

## Wyniki

### Konkurencje mężczyzn
- jedynka (M1x): Dairis Adamaitis – 11. miejsce